# Лётное руководство

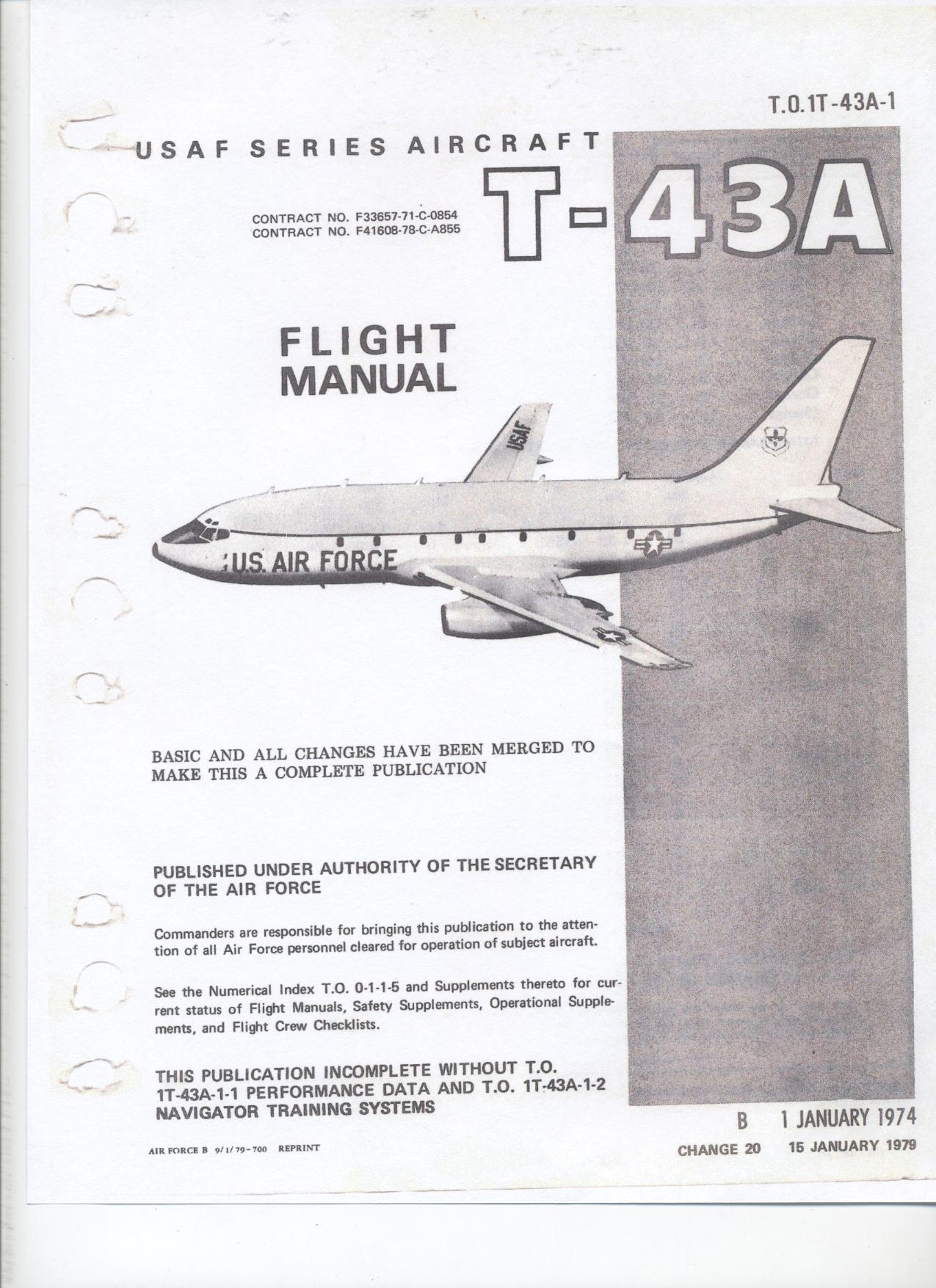
Титульный лист лётного руководства самолёта Boeing T-43A

Лётное руководство (ЛР, ранее называлось руководство по лётной эксплуатации или РЛЭ) — эксплуатационный конструкторский документ, бумажная книга или электронный информационный набор данных, содержащий сведения, необходимые для выполнения полёта на определенном типе воздушного судна (ВС) или конкретном экземпляре ВС данного типа. Содержит набор указаний относительно минимальной и максимальной скорости для разных этапов полёта, допустимых углах атаки, ограничениях при взлёте и посадке, сведения об устройстве, назначении и работе бортовых систем ВС и т. п.

## Назначение
Как часть эксплуатационной документации ЛР подлежит сертификации совместно с типовой конструкцией гражданского ВС. Впоследствии, на основе ЛР для магистральных ВС их эксплуатант формирует руководство по лётной эксплуатации ВС для экипажа — инструктивный документ, приемлемый для государства эксплуатанта и содержащий порядок действий в обычной, особой и аварийной ситуациях, контрольные карты, ограничения, информацию о лётно-технических характеристиках и сведения о системах ВС, а также другие материалы, связанные с эксплуатацией ВС. Это руководство входит в состав более широкого документа — руководства по производству полётов данного эксплуатанта. 
Кроме того, указания и ограничения ЛР используют при подготовке сборника QRH.

## Содержание руководства
Структура лётного руководства современного магистрального самолёта предусматривает следующие крупные разделы:
- раздел 0 - Введение
- раздел 1 - Ограничения
- раздел 2 - Аварийные процедуры
- раздел 3 - Особые процедуры
- раздел 4 - Нормальные эксплуатационные процедуры
- раздел 5 - Лётные данные
- приложения и дополнения

Ранее в СССР в подобные документы (именуемые тогда РЛЭ) было принято включать более широкий круг сведений в силу того, что предусматривалось единообразное выполнение полётов непосредственно по РЛЭ всеми владельцами ВС данного типа. Ниже в качестве примера приведён состав РЛЭ самолёта Ан-2 (выпуска 1984 года):
- глава 1 - Общие сведения (размеры, массы, сведения о двигателе и воздушном винте, основные характеристики)
- глава 2 - Лётные ограничения и минимальный состав лётного экипажа
- глава 3 - Подготовка к полёту
- глава 4 - Выполнение полёта
- глава 5 - Особые случаи полёта
- глава 6 - Особенности эксплуатации самолёта Ан-2В (на поплавковом шасси)
- глава 7 - Особенности лётной эксплуатации самолёта Ан-2В в сельскохозяйственном варианте
- глава 8 - Особенности полётов при высоких и низких температурах воздуха
- глава 9 - Эксплуатация систем и оборудования (указания по работе с бортовыми системами)
- приложение 1 - Обслуживание самолёта экипажем при кратковременной стоянке в аэропортах, где отсутствует технический состав
- приложение 2 - Карта контрольной проверки самолёта Ан-2 экипажем
- приложение 3 - Перечень допустимых отказов и неисправностей самолёта Ан-2, с которыми разрешается завершать рейс до ближайшего аэродрома или аэродрома базирования